# Chusquea
Chusquea (synoniem: Swallenochloa) is een geslacht uit de grassenfamilie (Poaceae). De meer dan honderd soorten van dit geslacht komen voor van het zuiden van Mexico tot Chili en Argentinië. Ook op de Caraïben worden soorten aangetroffen. In tegenstelling tot andere bamboesoorten bezitten de soorten van dit geslacht geen holle, maar volle stengels.

## Soorten (selectie)
Van het geslacht zijn bijna 200 soorten bekend. Enkelen hiervan zijn:
- Chusquea coronalis
- Chusquea culeou
- Chusquea delicatula
- Chusquea macrostachya
- Chusquea pittieri
- Chusquea quila
- Chusquea scandens
- Chusquea simpliciflora
- Chusquea uliginosa
- Chusquea valdiviensis